# Deadly Virtues
Deadly Virtues: Love.Honour.Obey. é um filme de suspense de terror de 2014 dirigido por Ate de Jong. O filme teve sua estreia mundial em 11 de abril de 2014 no Imagine Film Festival e estrelado por Matt Barber e Megan Maczko como marido e mulher que se encontram à mercê de um intruso sádico.

## Sinopse
Tom (Matt Barber) e Alison (Megan Maczko) são um casal que faz sexo quando Aaron (Edward Akrout) invade sua casa e os agride. Quando eles acordam, Alison está amarrada e pendurada pelos braços no teto da cozinha e Tom está prestes a ser amarrado por Aaron no banheiro. Conforme os eventos progridem, as ações de Aaron se tornam cada vez mais violentas e perigosas e coisas vêm à tona, o que mostra que Tom e Alison estão escondendo segredos.

## Elenco
- Edward Akrout como Aaron
- Matt Barber como Tom
- Megan Maczko como Alison
- Helen Bradbury como Sarah
- Sadie Frost como mulher bonita

## Recepção
Recepção crítica de Deadly Virtues: Love.Honour.Obey. foi positivo e Ain't It Cool News comentou que, devido à natureza gráfica do filme sobre sexo, violência e BDSM, o filme não será para todos e que "É extremamente difícil de assistir em lugares e o lobby politicamente correto sem dúvida ficaremos horrorizados com alguns deles, mas esse é o ponto. A intenção do filme é usar um gênero barato básico para mostrar como nos permitimos fazer parte da violência." Twitch Film elogiou o filme por sua atuação, escrevendo "Quando os choques param e o público finalmente consegue recuperar o fôlego, torna-se aparente o quão grande é a atuação dos dois protagonistas e meio." Starburst e Grolsch Film Works também escreveram críticas favoráveis, com Starbust declarando "Um filme tão hipnótico quanto desagradável, Deadly Virtues certamente vale a pena conferir. Como a arte da escravidão, não é para todos, mas para aqueles que podem apreciar essas coisas deve apreciá-lo. Mortal ou não, ele tem suas virtudes."